# Оттавіо Барб'єрі
Оттавіо Барб'єрі (італ. Ottavio Barbieri, нар. 30 квітня 1899, Генуя — пом. 28 грудня 1949, Генуя) — італійський футболіст, що грав на позиції захисника. По завершенні ігрової кар'єри — футбольний тренер.
Майже усю кар'єру провів у «Дженоа», а також грав за національну збірну Італії.

## Клубна кар'єра
Народився 30 квітня 1899 року в місті Генуя. Вихованець юнацьких команд футбольних клубів «Стелла Аудаче» та «Санта-Маргеріта».
У дорослому футболі дебютував 1919 року виступами за команду клубу «Дженоа», в якій провів тринадцять сезонів, взявши участь у 299 матчах чемпіонату. Більшість часу, проведеного у складі «Дженоа», був основним гравцем захисту команди. За цей час двічі виборював титул чемпіона Італії.
Завершив професійну ігрову кар'єру у клубі «Самп'єрдаренезе», за команду якого виступав протягом 1932—1932 років.

## Виступи за збірну
1921 року дебютував в офіційних матчах у складі національної збірної Італії. Протягом кар'єри у національній команді, яка тривала 10 років, провів у формі головної команди країни лише 21 матч.
У складі збірної був учасником футбольного турніру на Олімпійських іграх 1924 року у Парижі.

## Кар'єра тренера
По завершенні ігрової кар'єри залишився у структурі «Самп'єрдаренезе», де очолив другу команду.
1933 року очолив клуб «Л'Аквіла», яку в першому ж сезоні вивів у Серію В, після чого тренував «Рапалло» і «Ентеллу».
У 1936 році Оттавіо став головним тренером «Аталанти», яку в першому ж сезоні вивів у Серію А, але втриматись там не зумів і 1938 року покинув клуб.
Того ж року Барб'єрі став асистентом Вільяма Гарбатта у «Дженові 1893», а після його уходу сам очолив команду, привівши її до 4 місця в Серії А.
У 1941—1942 роках фахівець знову працював з «Рапалло», після чого очолив «Спецію». У розпал Другої світової війни Футбольна федерація Італії вирішилв організувати турнір в північній частині Італії, яку як і раніше контролювали фашисти. «Спеція» під керівництвом Оттавіо Барб'єрі була сформована в основному гравцями з числа пожежників міста і виграла чемпіонат Італії в 1944 році, але Футбольна федерація Італії, бачачи, що чемпіонат був виграний командою аматорських пожежних відмовилися його визнавати. Лише у 2002 році «Спеція» була визнана переможцем цього турніру.
Після війни Оттавіо знову працював з «Самп'єрдаренезе», «Дженоа» і «Спецією», а у сезоні 1948/49 працював у Серії В з «Сереньо».
У 1949 році Барб'єрі очолив «Луккезе-Лібертас». 18 грудня 1949 року він провів свою останню гру у статусі тренера. Його команда виграла у «Сампдорії» 3:0, але після гри він був переведений в лікарню в Генуї, де і помер десять днів по тому, 28 грудня 1949 року на 51-му році життя.
| Дата       | Місто              | Господарі  | Результат | Гості          | Турнір                | Голи | Примітки |
| ---------- | ------------------ | ---------- | --------- | -------------- | --------------------- | ---- | -------- |
| 05/05/1921 | Антверпен          | Бельгія    | 2 – 3     | Італія         | товариський матч      | -    |          |
| 08/05/1921 | Амстердам          | Нідерланди | 2 – 2     | Італія         | товариський матч      | -    |          |
| 15/01/1922 | Мілан              | Італія     | 3 – 3     | Австрія        | товариський матч      | -    |          |
| 26/02/1922 | Турин              | Італія     | 1 – 1     | Чехословаччина | товариський матч      | -    |          |
| 21/05/1922 | Мілан              | Італія     | 4 – 2     | Бельгія        | товариський матч      | -    |          |
| 03/12/1922 | Болонья            | Італія     | 2 – 2     | Швейцарія      | товариський матч      | -    |          |
| 01/01/1923 | Мілан              | Італія     | 3 – 1     | Німеччини      | товариський матч      | -    |          |
| 04/03/1923 | Генуя              | Італія     | 0 – 0     | Угорщина       | товариський матч      | -    |          |
| 15/04/1923 | Відень             | Австрія    | 0 – 0     | Італія         | товариський матч      | -    |          |
| 20/01/1924 | Генуя              | Італія     | 0 – 4     | Австрія        | товариський матч      | -    |          |
| 09/03/1924 | Мілан              | Італія     | 0 – 0     | Іспанія        | товариський матч      | -    |          |
| 25/05/1924 | Париж              | Італія     | 1 – 0     | Іспанія        | ОІ 1924 - 1/16 фіналу | -    |          |
| 29/05/1924 | Париж              | Люксембург | 0 – 2     | Італія         | ОІ 1924 - 1/8 фіналу  | -    |          |
| 02/06/1924 | Париж              | Швейцарія  | 2 – 1     | Італія         | ОІ 1924 - чвертьфінал | -    |          |
| 16/11/1924 | Мілан              | Італія     | 2 – 2     | Швеція         | товариський матч      | -    |          |
| 23/11/1924 | Дуйсбург           | Німеччини  | 0 – 1     | Італія         | товариський матч      | -    |          |
| 22/03/1925 | Турин              | Італія     | 7 – 0     | Франція        | товариський матч      | -    | 90'      |
| 18/07/1926 | Стокгольм          | Швеція     | 5 – 3     | Італія         | товариський матч      | -    |          |
| 20/02/1927 | Мілан              | Італія     | 2 – 2     | Чехословаччина | товариський матч      | -    |          |
| 17/04/1927 | Турин              | Італія     | 3 – 1     | Португалія     | товариський матч      | -    | 46'      |
| 02/03/1930 | Франкфурт-на-Майні | Німеччини  | 0 – 2     | Італія         | товариський матч      | -    |          |
| Усього     |                    | Матчів     | 21        |                | Голів                 | 0    |          |

## Титули і досягнення

### Як гравця
- Чемпіон Італії (2):

«Дженоа»: 1922–23, 1923–24

### Як тренера
- Чемпіон Італії (2):

«Спеція»: 1943–44